# Ángelo Néstore
Ángelo Néstore (Lecce, 4 de octubre de 1986) es un poeta hispanoitaliano no binario nacido en la ciudad de Lecce. Galardonado con el XXXII Premio Hiperión de Poesía por su obra Actos Impuros y con el XX Premio de Poesía Emilio Prados por su obra Hágase mi voluntad.

## Biografía
Nacido en Lecce, Italia, adquirió la nacionalidad española y reside en la ciudad de Málaga desde el año 2007. Entre 2017 y 2021 publicó cinco poemarios y varias obras de teatro. Su obra se ha traducido al chino, inglés, francés e italiano. En 2017 recibió el XXXII Premio Hiperión de Poesía por su obra Actos Impuros, traducida al inglés como Impure Acts, y fue finalista en los premios Thom Gunn con la misma obra. En 2018 obtuvo el Premio Ocaña por su trayectoria poética en el XXI Festival Internacional de Cine LGBT de Extremadura. En 2019 recibió el XX Premio de Poesía Emilio Prados con el libro Hágase mi voluntad, pulicado en el año 2020. En el año 2021 estrenó una pieza poética en el Museo del Prado por invitación de la institución. Ángelo Néstore está casado con la Drag Queen Pink Chadora de Drag Race España desde 2012.
Néstore ha traducido Nadie me dijo de la británica Hollie McNish, Premio Ted Hughes de Poesía (2016) y diversos poemarios del español al italiano, como la obra completa de María Eloy-García o novelas gráficas de, entre otros, Isabel Franc, Andreu Martín y Enrique Sánchez Abulí. Creó el sello editorial  Letraversal con sede en Málaga, especializado en poesía española, que ha publicado a autores como Alberto Conejero, Elizabeth Duval o Abel Azcona. Codirige el Irreconciliables Festival Internacional de Poesía de Málaga, del que fue creador. También colabora como columnista en periódicos nacionales como en la sección El Asombrario de Público y participa en programas televisivos culturales como Página Dos de La2. En 2023 participó en el documental Transuniversal, estrenado en el Festival de Málaga, que cuenta la historia de la lucha por el reconocimiento de los derechos de las personas trans en torno a la figura de Manolita Chen.

## Obra

### Poesía
- Deseo de ser árbol (Madrid, Espasa, 2022). 80 págs. ISBN 978-84-670-6731-6.
- I corpi a mezzanotte (Novara, Interlinea Edizioni, 2021). 64 págs. ISBN  9788868573829.
- Hágase mi voluntad (Valencia, Pre-textos, 2020). 72 págs. ISBN 978-84181780-5-4
- Impure Acts (Nueva York, Indolent Books, 2019). 80 págs. ISBN 978-19-450232-3-1.
- Actos impuros (Madrid, Ediciones Hiperión, 2017). 64 págs. ISBN 978-84-900209-8-2.
- Adán o nada. Un drama transgénero (Córdoba, Bandaàparte editores, 2017). 80 págs. ISBN 978-84-946129-9-2.

### Teatro
- Lo inhabitable, dramaturgia, dirección, texto e interpretación (poesía, teatro y performance). Estrenado en la Casa de las Conchas (FÀCYL), Salamanca, 2018
- Esto no es un monólogo, es una mujer, homenaje a Gloria Fuertes, dramaturgia, dirección y texto. Estrenado en el Teatro Cervantes de Málaga, 2017

### Discografía
- Incognito es su segundo single. Está basado en el poema Porntube incluido en el libro Hágase mi voluntad.[16]
- Poeta Cíborg Pecador es su primer single, producido por Julia Martín.[17] Está basado en el poema Cíborg incluido en el libro Hágase mi voluntad.[18]

### Antologías y libros colectivos

#### Antologías de poesía
- Correspondencias/Correspondencies, Una antología de poesía contemporánea LGTB española/Correspondences. An Anthology of Contemporary Spanish LGBT Poetry, (Egales, 2017). 150 págs, ISBN 978-84-17319-13-7
- Donde veas, Poetas ganadores de Ucopoética 2015, (La Bella Varsovia, 2013). 68 págs, ISBN 978-84-943557-5-2

#### Otras antologías
- Beizana Vigo, Miriam; de la Cruz Ventosa, Aixa; Domínguez, Álvaro; Duval, Elizabeth; Espirita, Óscar; Gael, Darío; García Marina, Rodrigo; Herrán de Viu, Pablo; Monroy, Vicente; Mosquera, Lluís; Néstore, Ángelo; Nieto, Gema; Portero, Alana; Rual, Miguel; Torres, Sara (25 de noviembre de 2019). Asalto a Oz (Relato: Desfloración). LES. ISBN 978-84-120283-9-3.

## Filmografía

### Cine
- Transuniversal (2023), documental (estreno en el Festival de Málaga)

## Premios y reconocimientos
- V Premio Espasa es Poesía, por la obra ‘Deseo de ser árbol’', 2022.
- XX Premio de Poesía Emilio Prados, por Hágase mi voluntad, 2019.
- Premio Ocaña, XXI FanCineGay, Festival Internacional de Cine LGBT de Extremadura, 2018.
- XXXII Premio Hiperión de Poesía, por Actos Impuros, 2017.
- Premio Vittorio Gassman a la Mejor Interpretación Masculina, 2005.